# Madla
Madla est un arrondissement de Stavanger (Norvège) et une ancienne commune du Rogaland.

## Histoire
La municipalité de Madla a été créée lors de la division, en 1930, de la paroisse et ancienne commune d'Håland en deux communes: Madla et Sola. Madla comptait alors une population de 1 091 habitants. Le 1er janvier 1965, Madla a été incorporée dans Stavanger. Avant la fusion, Madla avait une population de 6 025 habitants.

## Quartiers
Bien que les frontières des quartiers ne correspondent pas exactement aux frontières des arrondissements, Madla est composé des 4 quartiers (delområder) suivants : Madlamark, Hafrsfjord, Kvernevik et Sunde.

## Politique
Madla a un conseil d'arrondissement (bydelsutvalg), qui est composé de 11 membres.

### Conseil d'arrondissement 2007-2011
- 2 du Parti travailliste (Arbeiderpartiet)
- 1 du Parti du centre (Senterpartiet)
- 1 du Parti chrétien-démocrate (Kristelig Folkeparti)
- 1 du Parti libéral (Venstre)
- 3 du Parti conservateur (Høyre)
- 2 du Parti du Progrès (Fremskrittspartiet)
- 1 du Parti des retraités (Pensjonistpartiet)